# Celia Walden
Celia Pughe-Morgan (de soltera Walden; nacida el 8 de diciembre de 1975) es una periodista, novelista y crítica británica. 

## Biografía
Walden es hija del exdiputado del Partido Conservador George Walden. Walden estudió en la Westminster School y en la Universidad de Cambridge. Tras acabar los estudios se convirtió en una popular columnista de cotilleos. Fue la última redactora del desaparecido diario de The Daily Telegraph, Spy. Anteriormente trabajó para Evening Standard y el Daily Mail. En agosto de 2008 publicó su primero novela, Harm's Way.

## Vida personal
Walden comenzó una relación con el periodista y presentador Piers Morgan en enero de 2006. Se casó con Morgan en una ceremonia privada en el pueblo de Swinbrook, en Oxfordshire, el 24 de junio de 2010. Morgan anunció en junio de 2011 que la pareja estaba esperando un hijo, y el 25 de noviembre de 2011, Walden dio a luz a Elise Pughe-Morgan, su primer hijo, y el cuarto de su marido.

## Obra
- Harm's Way (2008)[4]
- Babysitting George: The Last Days of a Soccer Icon (2011)[5]
- Hora de pagar (Payday, 2021).[6] Publicado en español por el sello Motus de Trini Vergara Ediciones.